# タイラー・コルビン
タイラー・ユージン・コルビン（Tyler Eugene Colvin , 1985年9月5日 - ）は、 アメリカ合衆国・ジョージア州オーガスタ出身の元プロ野球選手（外野手）。左投左打。

## 経歴

### プロ入りとカブス時代
2006年の2006年のMLBドラフト1巡目（全体13位）でシカゴ・カブスから指名され、6月28日に契約。
2009年9月21日のミルウォーキー・ブルワーズ戦でメジャーデビュー。
2010年は135試合に出場して、20本塁打を記録した。しかし、9月19日のマーリンズ戦で打者ウェリントン・カスティーヨの折れたバットの先端が三塁走者のコルビンの胸に刺さって負傷交代。傷は肺まで達しており、残りの日程を全休した。この事故をきっかけに、メープル製バットの安全性について論争が巻き起こった。
2011年は大スランプに陥り、80試合に出場して打率.150という結果に終わった。12月8日にケイシー・ウェザーズ、イアン・スチュワートとのトレードでDJ・ルメイユと共にコロラド・ロッキーズへ移籍。

### ロッキーズ時代
2012年は136試合に出場して、打率.290、18本塁打、72打点をマークして復活した。
2013年は27試合の出場に終わり、9月4日にロースター枠から外れ、10月1日にFAとなった。

### ジャイアンツ時代
2014年2月22日にサンフランシスコ・ジャイアンツとマイナー契約を結んだ。AAA級フレズノ・グリズリーズで開幕を迎え、5月10日にジャイアンツとメジャー契約を結んだ。昇格後は57試合に出場したが、2本塁打18打点1盗塁、打率.223と結果を残せず、7月31日にAAA級へ降格。8月1日にDFAとなった。8月7日にAAA級フレズノへ降格した。

### ジャイアンツ退団後
2015年1月11日にマイアミ・マーリンズとマイナー契約を結んだ。4月3日に解雇となり、5月3日にシカゴ・ホワイトソックスとマイナー契約を結んだ。オフの11月6日にFAとなった。
2016年5月14日に独立リーグ・アトランティックリーグのロングアイランド・ダックスと契約。シーズン終了後に退団した。
2017年は無所属だった。
2018年2月19日にロサンゼルス・ドジャースとマイナー契約を結んだ。6月24日に自由契約となった。

## 詳細情報

### 年度別打撃成績
| 年 度    | 球 団    | 試 合 | 打 席 | 打 数 | 得 点 | 安 打 | 二 塁 打 | 三 塁 打 | 本 塁 打 | 塁 打 | 打 点 | 盗 塁 | 盗 塁 死 | 犠 打 | 犠 飛 | 四 球 | 敬 遠 | 死 球 | 三 振 | 併 殺 打 | 打 率 | 出 塁 率 | 長 打 率 | O P S |
| -------- | -------- | ----- | ----- | ----- | ----- | ----- | -------- | -------- | -------- | ----- | ----- | ----- | -------- | ----- | ----- | ----- | ----- | ----- | ----- | -------- | ----- | -------- | -------- | ----- |
| 2009     | CHC      | 6     | 20    | 17    | 1     | 3     | 0        | 0        | 0        | 3     | 2     | 0     | 0        | 0     | 1     | 2     | 0     | 0     | 5     | 0        | .176  | .250     | .176     | .426  |
| 2010     | CHC      | 135   | 395   | 358   | 60    | 91    | 18       | 5        | 20       | 179   | 56    | 6     | 1        | 1     | 2     | 30    | 2     | 3     | 100   | 6        | .254  | .316     | .500     | .816  |
| 2011     | CHC      | 80    | 222   | 206   | 17    | 31    | 8        | 3        | 6        | 63    | 20    | 0     | 0        | 1     | 1     | 14    | 3     | 0     | 58    | 2        | .150  | .204     | .306     | .509  |
| 2012     | COL      | 136   | 452   | 420   | 62    | 122   | 27       | 10       | 18       | 223   | 72    | 7     | 3        | 2     | 1     | 21    | 0     | 2     | 117   | 6        | .290  | .327     | .531     | .858  |
| 2013     | COL      | 27    | 78    | 75    | 8     | 12    | 0        | 0        | 3        | 21    | 10    | 0     | 0        | 0     | 0     | 3     | 1     | 0     | 27    | 2        | .160  | .192     | .280     | .472  |
| 2014     | SF       | 57    | 149   | 139   | 16    | 31    | 10       | 3        | 2        | 53    | 18    | 1     | 0        | 0     | 1     | 8     | 0     | 1     | 45    | 3        | .223  | .268     | .381     | .650  |
| MLB：6年 | MLB：6年 | 441   | 1316  | 1215  | 164   | 290   | 63       | 21       | 49       | 542   | 178   | 14    | 4        | 4     | 6     | 78    | 6     | 6     | 352   | 19       | .239  | .287     | .446     | .733  |

### 背番号
- 19（2009年）
- 21（2010年 - 2013年、2014年途中 - 同年終了）
- 10（2014年 - 同年途中）